# 1543
1543 је била проста година.

## Смрти
- 24. мај — Никола Коперник, пољски астроном (*1473)